# Impresa di Alessandria
Con il termine impresa di Alessandria (operazione G.A. 3) si fa riferimento nella storiografia italiana al raid condotto nella notte tra il 18 ed il 19 dicembre 1941 da sei uomini della Xª Flottiglia MAS della Regia Marina, a bordo di tre mezzi d'assalto subacquei (siluri a lenta corsa - SLC), i quali penetrarono nel porto di Alessandria d'Egitto e danneggiarono con testate esplosive le due navi da battaglia britanniche HMS Queen Elizabeth e HMS Valiant che si adagiarono sul fondale del porto. Nell'azione vennero inoltre danneggiate la nave cisterna Sagona ed il cacciatorpediniere HMS Jervis.

## La preparazione
La preparazione dell'attacco, per quanto competeva agli operatori della Xª, venne attuata con la massima meticolosità. L'allenamento del personale era pesantissimo, i materiali sempre all'avanguardia. Non altrettanto valido risulterà invece il supporto informativo, soprattutto per quanto riguarda le informazioni fornite dal SIM sulla situazione all'esterno del porto e per il piano di fuga.

## L'attacco
La notte del 3 dicembre il sommergibile Sciré comandato dal tenente di vascello Junio Valerio Borghese lasciò La Spezia per la missione G.A.3.
Dopo uno scalo a Lero, nell'Egeo, per imbarcare gli operatori dei mezzi d'assalto giunti sul posto dopo il trasferimento aereo dall'Italia, il 14 dicembre il sommergibile si diresse verso la costa egiziana per l'attacco previsto nella notte del 17. Una violenta mareggiata però fece ritardare l'azione di un giorno.
La notte del 18, con condizioni del mare ottimali, approfittando dell'arrivo di tre cacciatorpediniere che obbligarono i britannici ad aprire un varco nelle difese del porto, i tre SLC (Siluro a Lenta Corsa), pilotati ciascuno da due uomini (un ufficiale capo equipaggio ed il suo sezionario), penetrarono nella base per dirigersi verso i loro obiettivi. Gli incursori dovevano giungere sotto la chiglia del proprio bersaglio, piazzare la carica d'esplosivo e successivamente abbandonare la zona dirigendosi a terra e autonomamente cercare di raggiungere il sommergibile Zaffiro  che li avrebbe attesi qualche giorno dopo al largo di Rosetta.

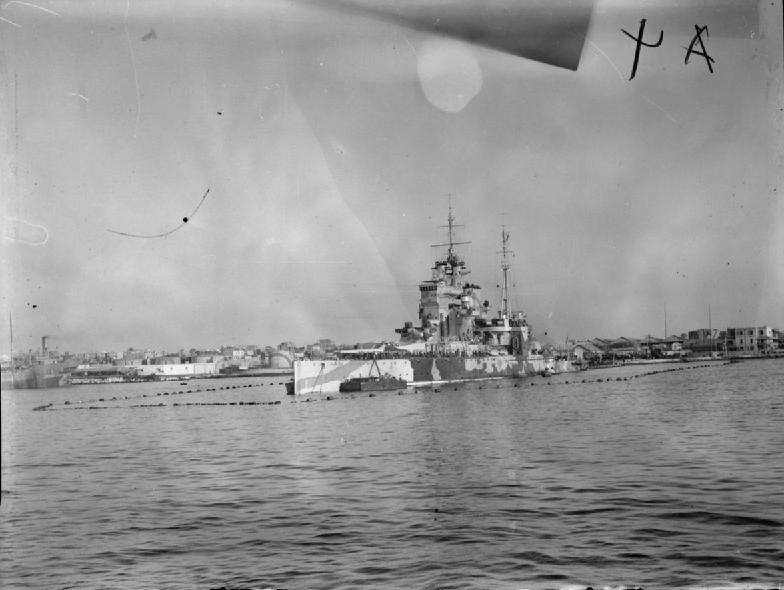
La HMS Queen Elizabeth circondata da reti parasiluri nel porto di Alessandria prima dell'attacco.

L'equipaggio Durand de la Penne - Bianchi sull'SLC nº 221 puntò verso la nave da battaglia Valiant. Senza la collaborazione del secondo, colpito da un malore a causa di malfunzionamento al respiratore, de la Penne trascinò sul fondo il proprio mezzo, riuscendo a posizionarne la carica esplosiva sotto la carena della nave da battaglia prima di affiorare, essere avvistato, catturato e portato proprio sulla corazzata. Dopo poco, gli inglesi catturarono anche Bianchi, che era risalito alla superficie e si era aggrappato ad una boa di ormeggio della corazzata, e lo rinchiusero nello stesso compartimento sotto la linea di galleggiamento nel quale avevano portato Durand de la Penne, nella speranza di convincerli a rivelare il posizionamento delle cariche. Alle 05:30, a mezz'ora dallo scoppio, de la Penne chiamò il personale di sorveglianza per farsi condurre dal comandante della nave Morgan ed informarlo del rischio corso dall'equipaggio; ciò nonostante questi fece riportare l'ufficiale italiano dov'era. All'ora prevista l'esplosione squarciò la carena della corazzata provocando l'allagamento di diversi compartimenti mentre molti altri venivano invasi dal fumo; anche il compartimento che ospitava gli italiani venne interessato dall'esplosione e una catena smossa dall'esplosione ferì alla testa Durand De La Penne; ma i due italiani riuscirono ad uscire dal locale e ad andare in coperta da dove vennero evacuati insieme al resto dell'equipaggio.
Martellotta e Mario Marino, sull'SLC nº 222, costretti a navigare in superficie a causa di un malore del primo, condussero il loro attacco alla petroliera Sagona. Questa nave era un obiettivo assegnato dal comandante Borghese in subordine, se constatata l'assenza in porto della portaerei in forza alla Mediterranean Fleet. Dopo aver preso terra vennero anch'essi catturati dagli egiziani. Intorno alle sei del mattino successivo ebbero luogo le esplosioni. Quattro navi furono gravemente danneggiate nell'impresa: oltre alle tre citate anche il cacciatorpediniere HMS Jervis, ormeggiato a fianco della Sagona, fu infatti vittima delle cariche posate dagli assaltatori italiani.

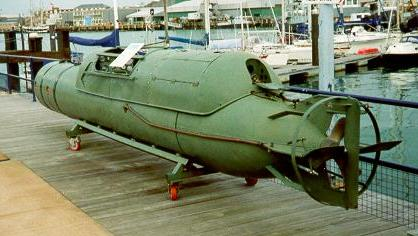
Esemplare di "maiale" della seconda guerra mondiale del tipo detto: "Siluro San Bartolomeo", attualmente esposto al Submarine Museum di Gosport.

Antonio Marceglia e Spartaco Schergat sull'SLC nº 223, in una «missione perfetta», «da manuale» rispetto a quelle degli altri operatori, attaccarono invece la Queen Elizabeth, alla quale agganciarono la testata esplosiva del loro maiale, quindi raggiunsero terra e riuscirono ad allontanarsi da Alessandria, per essere catturati il giorno successivo, a causa dell'approssimazione con la quale il servizio segreto militare italiano, il SIM, aveva preparato la fuga: vennero date ai palombari banconote che non avevano più corso legale in Egitto e per cercare di cambiare le quali l'equipaggio perse tempo. Nonostante il tentativo degli italiani di spacciarsi per marinai francesi appartenenti all'equipaggio di una delle navi internate in rada, vennero riconosciuti e catturati.

## Le conseguenze
Sebbene l'azione fosse stata un successo, le navi si adagiarono sul fondo, e non fu immediatamente possibile avere la certezza che non fossero in grado di riprendere il mare. Nonostante tutto, le perdite di vite umane furono molto contenute: solo 8 marinai persero la vita.
L'azione italiana costò agli inglesi, in termini di naviglio pesante messo fuori uso, come una battaglia navale perduta e fu tenuta per lungo tempo nascosta anche a causa della cattura degli equipaggi italiani che avevano effettuato la missione. La Valiant subì danni alla carena in un'area di 20 x 10 m a sinistra della torre A, con allagamento del magazzino munizioni A e di vari compartimenti contigui. Anche gli ingranaggi della stessa torre vennero danneggiati e il movimento meccanico impossibilitato, oltre a danni all'impianto elettrico. La nave dovette trasferirsi a Durban per le riparazioni più importanti che vennero effettuate tra il 15 aprile ed il 7 luglio 1942. Le caldaie e le turbine erano rimaste però intatte. La Queen Elizabeth invece fu squarciata sotto la sala caldaie B con una falla di 65 x 30 m che passava da dritta a sinistra, danneggiando l'impianto elettrico ed allagando anche i magazzini munizioni da 4,5", ma lasciando intatte le torri principali e secondarie. La nave riprese il mare solo per essere trasferita a Norfolk, in Virginia, dove rimase in riparazione per 17 mesi.
L'impresa riuscì a risollevare il morale dell'Italia, che dopo la sconfitta di Capo Matapan era stato messo a dura prova.
Per la prima volta dall'inizio del conflitto, la flotta italiana si trovava in netta superiorità rispetto a quella britannica, a cui non era rimasta operativa alcuna corazzata (la HMS Barham era stata a sua volta affondata da un sommergibile tedesco il 25 novembre 1941). La Mediterranean Fleet alla fine del 1941 disponeva solo di quattro incrociatori leggeri e alcuni cacciatorpediniere.

L'ammiraglio Cunningham per ingannare i ricognitori italiani decise di rimanere con tutto l'equipaggio a bordo dell'ammiraglia che, fortunatamente per lui, si era adagiata sul fondale poco profondo rimanendo in assetto orizzontale. Per mantenere credibile l'inganno nei confronti della ricognizione aerea, sulle navi si svolgevano regolarmente le cerimonie quotidiane, come l'alzabandiera. Poiché l'affondamento avvenne in acque basse le due navi da battaglia furono recuperate nei mesi successivi. A questo proposito, Churchill scrisse: 
Tuttavia contrasti tra gli Stati Maggiori dell'Asse non permisero di sfruttare questa grande occasione di conquistare il predominio aeronavale nel Mediterraneo e occupare Malta.

## Dopo l'armistizio

Luigi Durand de la Penne
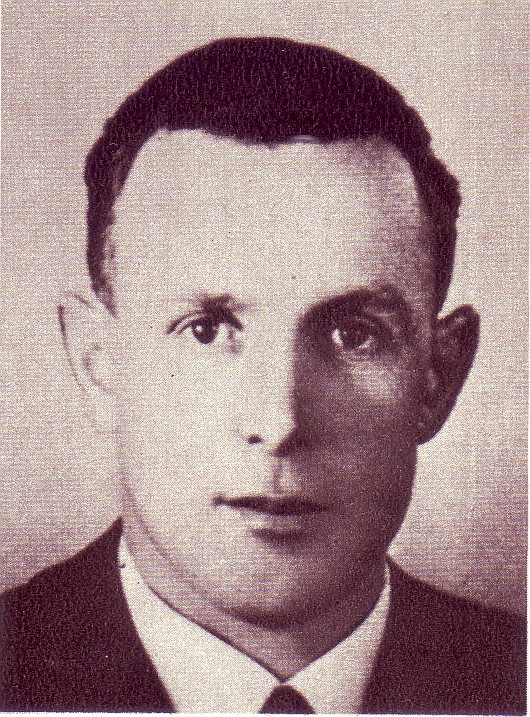
Emilio Bianchi
Antonio Marceglia
Spartaco Schergat
Vincenzo Martellotta
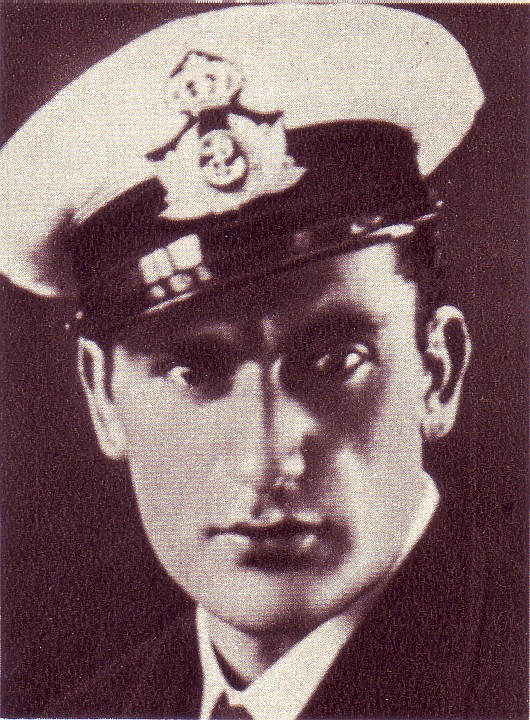
Mario Marino

Dopo l'armistizio dell'8 settembre 1943, tutti e 6 gli operatori ad eccezione di Emilio Bianchi vennero rilasciati dai campi di prigionia alleati e rimpatriati in Italia, dove aderirono al Regno del Sud. Inquadrati in Mariassalto, nel marzo 1945 Luigi Durand de la Penne venne decorato a Taranto con la medaglia d'oro al valor militare appuntata, in segno di particolare onore, dal commodoro Sir Charles Morgan, ex comandante della HMS Valiant. 